# Navab Nassirshalal
Navab Nassirshalal (persiska: نواب نصیرشلال), född 1 april 1989 i Ahvaz i Khuzestan i Iran är en iransk tyngdlyftare. 
Nassirshalal tog silver i 105 kg-klassen vid olympiska sommarspelen 2012. Han tilldelades senare guld efter att guldmedaljören Oleksij Torochtij blivit diskvalificerad.